# Противление
Противление (противоволя) — это психологический термин, обозначающий инстинктивное сопротивление ощущению принуждения.
Впервые этот термин употребил австрийский психоаналитик Отто Ранк. Широкое распространение термин получил благодаря психологу развития Гордону Ньюфелду. В модели Ньюфелда противление является функциональным признаком поведения человека, поскольку оно защищает границы личности и даёт возможность для индивидуации. Также противление описывалось как «воля в ответ на волю других».